# فقعى دغلية
فقعى دغلية أو فقعى أنيقة (الاسم العلمي: Phaps elegans)، نوع من الفقعى وفصيلة الحماميات. موطنه أستراليا.